# Nevarėnai
Nevarėnai är en ort i Litauen. Den ligger i den nordvästra delen av landet, 240 km nordväst om huvudstaden Vilnius. Nevarėnai ligger 119 meter över havet och antalet invånare är 659.
Terrängen runt Nevarėnai är platt, och sluttar norrut. Runt Nevarėnai är det ganska glesbefolkat, med 42 invånare per kvadratkilometer. Närmaste större samhälle är Telšiai, 13,4 km söder om Nevarėnai. Trakten runt Nevarėnai består till största delen av jordbruksmark.